# 道の駅厚岸グルメパーク
道の駅厚岸グルメパーク（みちのえき あっけしグルメパーク）は、北海道厚岸郡厚岸町にある国道44号の道の駅。
国土交通省から防災道の駅に選定されている。

## 概要
1990年度から事業に着手し1994年4月21日に落成、「厚岸味覚ターミナルコンキリエ」として4月23日に開業。厚岸湖と厚岸湾を望む高台に建設され、総事業費14億4300万円をかけ鉄筋コンクリート4階建て延床面積2094平米の館内に物産展示販売や飲食店を設けた。
愛称の「コンキリエ」はイタリア語で「貝の形をした食べ物」を意味し、施設の外観は牡蠣をイメージしたものとなっている。

## 施設
- 駐車場
  - 普通車：106台
  - 大型車：5台
  - 身障者用：2台
- トイレ
  - 男：大 10器（3器）、小 13器（5器）
  - 女：15器（6器）
  - 身障者用：2器（1器）
（）内は、24時間利用可能
- 公衆電話：3台
- 総合観光案内所
- 総合展示販売コーナー
- オイスターカフェ
- 水族館プティ
- 魚介市場
- 炭焼 炙屋
- レストラン エスカル
- オイスターバール ピトレスク
- 展望室
- ドッグラン
- 牡蠣の見える丘

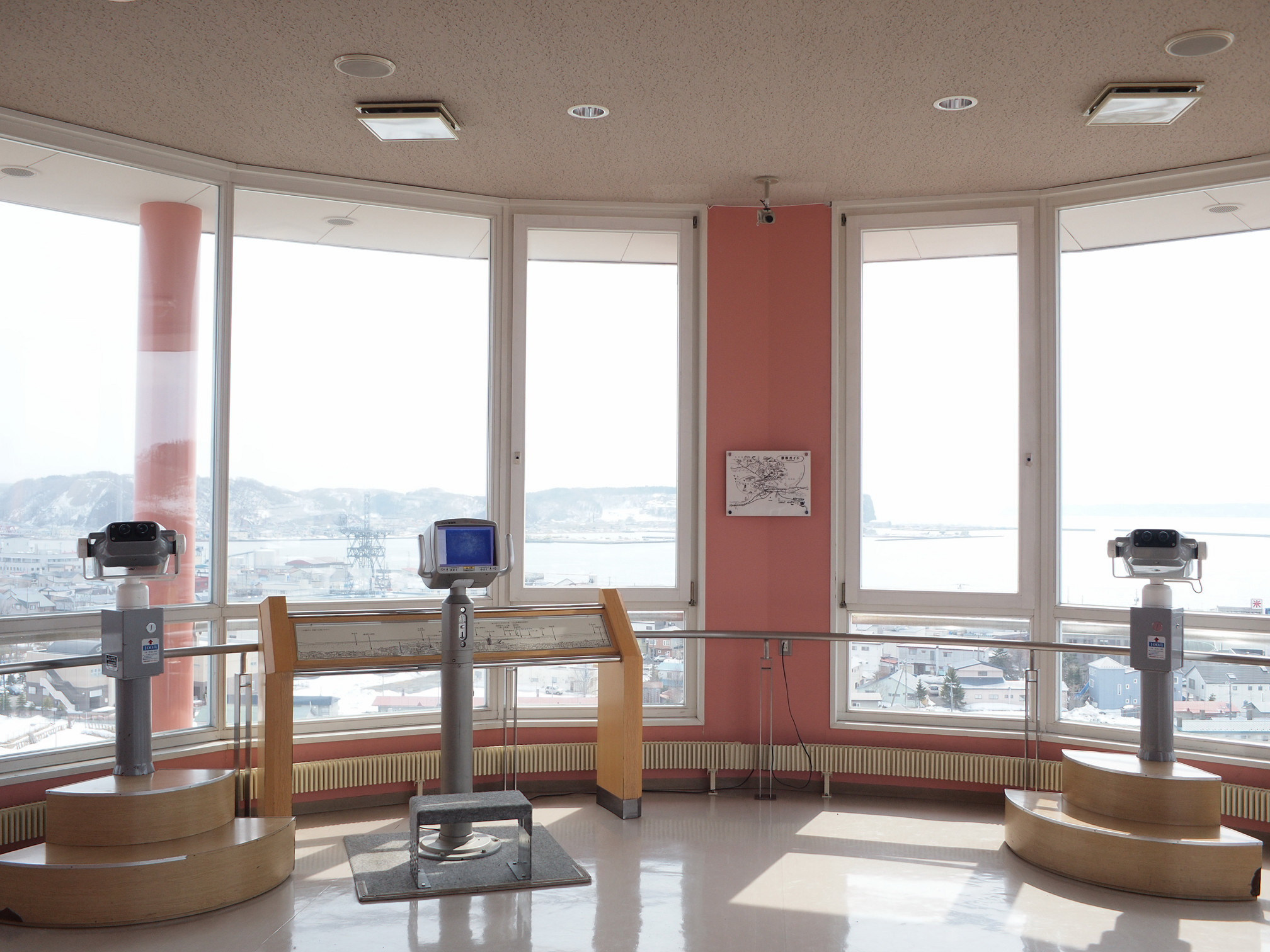
4F展望室 - 写真の望遠鏡3台のうち中央のテレビ望遠鏡は後に撤去、残り2台は無料になっている。

## CM
白い服装の男性外国人が激しいダンスを踊る有料の映像素材を用いたテレビCMが2018年より放映されており、館内には同素材から抜き出された男性をあしらった等身大パネルなどがある他、ミネラルウォーター「俺の水」のラベルにも採用されている。なおこの男性外国人の素性は判明していない。またCMソングとして本施設の開業30周年を記念したイメージソング、HAMBURGER BOYS「いんでしょコンキリエ」が2023年より用いられている。
提供番組
- 明石のいんでしょ大作戦!内　天気・道路交通情報（STVラジオ／土曜14:25頃）
  - その他、STVラジオ内でスポットで放送されることがある。

## アクセス
北海道道123号別海厚岸線沿いに位置している。
- 国道44号 - 登録路線
- くしろバス「町立病院」バス停下車。
- JR根室本線（花咲線） 厚岸駅から車で約3分、徒歩で約4分[6]。